# Wiltshire
Wiltshire er et ceremonielt grevskab i det sydvestlige England.

## Selvstyrende kommuner
I 1997 blev Thamesdown Kommune selvstyrende og skiftede ved samme lejlighed navn til Borough of Swindon.
I 2009 blev de resterede fire kommuner slået sammen til Wiltshire County, under enhedsmyndigheden "Wiltshire Council". Hele det oprindelige område opretholder dog sin status som ceremonielt grevskab og der udnævnes fortsat både en Lord Lieutenant og en High Sheriff.

## Byer
De vigtigste byer er Swindon, som er en ret stor by, og Salisbury, der bl.a. er kendt for sin katedral. Andre kendte, mindre byer er Marlborough og den lille landsby Avebury.
- Amesbury
- Bradford-on-Avon
- Calne
- Chippenham
- Corsham
- Cricklade
- Devizes
- Highworth (Borough of Swindon)
- Larkhill
- Ludgershall
- Malmesbury
- Marlborough
- Melksham
- Mere
- Royal Wootton Bassett
- Salisbury (city)
- Swindon (Borough of Swindon)
- Tidworth
- Trowbridge
- Warminster
- Westbury
- Wilton

## Fortidsminder
Avebury er kendt for sine mange fortidsminder, heriblandt Silbury Hill og Avebury Stone Circle.
Mest berømt er dog en række af Wiltshires fortidsminder, først og fremmest Stonehenge, og storgodserne Wilton House, Longleat og Stourhead.

### Andre fortidsminder
Andre kendte fortidsminder er:
- Old Sarum: En befæstet landsby fra den tidligste middelalder; kendt fra romanen Sarum af Edward Rutherfurd.
- The Ridgeway: En sti/vej fra forhistorisk tid.
- Landskabsfigurer af hvide sten og kalk såsom Westbury White Horse svarende til Uffington White Horse i nabogrevskabet Oxfordshire.

## Galleri
- Typisk landskab i Wiltshire med St. Nicholas' Church ved landsbyen Huish.
- Figuren Westbury White Horse nær Westbury.